# Радищев, Николай Александрович
Николай Александрович Радищев (1779, Санкт-Петербург — 1829, Кузнецкий уезд, Саратовская область) — русский поэт, второй по старшинству сын писателя А. Н. Радищева.

## Биография
Родился в 1779 году в Санкт-Петербурге. Второй сын Александра Николаевича Радищева и его первой жены, Анны Васильевны Рубановской (1752—1783), умершей от родильной горячки, когда Николаю было 4 года.
В 1790 году, после ссылки отца в Илимск, сирота был отправлен к родному дяде, Моисею Николаевичу Радищеву, директору таможни в Архангельске. Н. А. Радищев начал свою службу в гвардии, в лейб-гвардии Измайловском полку, а в 1793 году был произведён в сержанты и выпущен подпоручиком в армию, в Малороссийский гренадерский полк, в 1797 году уволен по прошению от службы, а в 1801 году вновь определён в Комиссию о коронации. В 1802 году он служил вместе с отцом в Комиссии составления законов, а в 1803 году перешёл в Департамент Народного просвещения на должность архивариуса.
В конце 1806 года он был уволен от службы, желая поступить в милицию, чтобы разделить труды, которые предстояли дворянству Калужской губернии, и жил в Москве, где вращался в кружке Мерзлякова, Воейкова и Жуковского, с которыми очень подружился. Последние годы своей жизни, с начала 1820-х годов и до смерти, Р. был предводителем дворянства в Кузнецком уезде Саратовской губернии и пользовался там у населения любовью и уважением.
В 1801 году Радищев издал свое первое произведение: «Альоша Попович, богатырское песнотворение» и «Чурила Пленкович», то же, в двух частях. Эпиграф из Энеиды «arma virumque cano» к первой части этих песнотворений выбрал его отец. А. С. Пушкин, познакомившийся с этим сочинением в 1815 году, ошибочно приписал авторство Александру Радищеву и в статье «А. Радищев» отозвался о нем с большой похвалой. В этих песнотворениях отношение их к народным былинам выражается, однако, только в именах богатырей, и сам автор говорит, что в описаниях он подражал Виланду и Ариосту; но несомненно, что на это произведение литературное влияние оказали также «Душенька» Богдановича, «Причудница» Дмитриева и «Илья Муромец» Карамзина, а часть содержания взята из сказок М. Д. Чулкова. Положение героев и развитие действия в этих песнотворениях составляют самостоятельное творчество Н. А. Радищева, и черты этого творчества послужили основанием для поэмы Пушкина «Руслан и Людмила». Николаем Радищевым изданы также «драматическая повесть в стихах» под названием «Друзья» (1802) и «Жизнь князя Якова Петровича Шаховского» (1810) — биография видного государственного деятеля XVIII века.
Между 1817 и 1819 годами печатались его переводы романов и повестей Августа Лафонтена: «Вальтер, дитя ратного поля», «Две невесты» и другие. В Москве Радищев написал биографию своего отца («О жизни и сочинениях А. Н. Радищева»), рукопись которой хранилась у князя Вяземского и которая впервые была отпечатана почти дословно в словаре Бантыш-Каменского, в 1836 году; полностью эта биография появилась в печати в 1872 году, в «Русской старине».
В феврале 1803 года был принят в Вольное общество, в июле 1803 и в сентябре 1805 года исполнял в нём обязанности цензора. Радищев перевёл «Гяура» Байрона и несколько сельскохозяйственных книг; участвовал в «Периодическом Издании» 1804 года и других журналах и был членом С.-Петербургского Вольного общества любителей словесности, наук и художеств.
Скоропостижно скончался в 1829 году.